# Niens (Butjadingen)

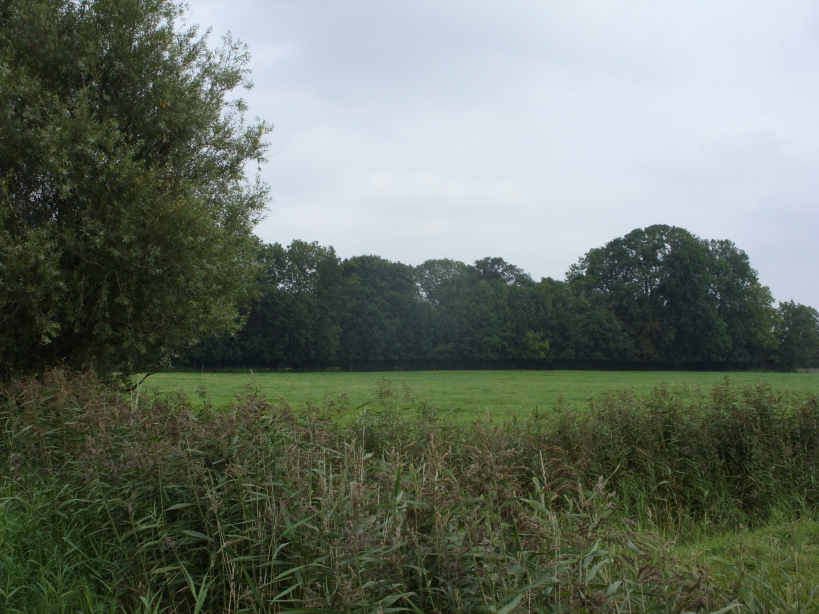
Naturschutzgebiet Jericho-Langwarden gehört zur Bauerschaft Niens

Niens ist als Bauerschaft ein Ortsteil von Langwarden in der Gemeinde Butjadingen im Landkreis Wesermarsch.

## Geschichte

### Gründung im Mittelalter
Niens wurde während der frühmittelalterlichen friesischenen Marschkolonisation neu angelegt. Die Siedlung wurde als Flachsiedlung auf dem Uferrücken während des 7./8. Jahrhunderts n. Chr. gegründet. Bis zum 10. Jahrhundert wurde die Siedlung aufgrund stärkerer Überflutungen auf bis auf 3 Meter zu einer Wurt erhöht. Auf der Wurt gab es etwa 10 bis 15 bäuerliche Gehöfte, sie war bis zum 12./13. Jahrhundert dicht bebaut. Erst als der Deichbau einsetzte, wurde die Wurt allmählich verlassen.

### Frühe Neuzeit
Um 1600 gab es nur noch zwei Höfe. Die wirtschaftliche Grundlage der Bewohner waren die Viehhaltung und ein geringfügiger Ackerbau. Archäologisch ließen sich Gerste, Pferdebohne, Lein und Leindotter nachweisen. Knochen- und Geweihbearbeitung weisen auf gewerbliche Produktion hin. Außerdem gab es auch Metallverarbeitung. Zahlreiche Textilfunde waren von hoher Qualität, die Dorfbewohner beteiligten sich offenbar am friesischen Tuchhandel.

### 20. Jahrhundert
Während des Ersten Weltkrieges wurde zum landseitigen Schutz des Kriegshafens in Wilhelmshaven das Fort Niens errichtet. Im Jahr 1980 wurde das Naturschutzgebiet Jericho/Langwarden in der Bauerschaft Niens ausgewiesen.

### Name
Der Name Niens stammt von „Nie-Innede“ also „Neu-Eindeichung“. Die erste urkundliche Erwähnung des Ortes ist 1315 als „Enendse“.

### Verwaltungsgeschichte
Von 1933 bis 1948 war Niens Teil der Gemeinde Burhave. Von 1948 bis 1974 gehörte es zur Gemeinde Langwarden, danach zur Gemeinde Butjadingen. Zur Bauerschaft Niens gehören Iggewarden, Unkersburg, Nadorst, Jericho, Rugeelk, Bahnhof, Brückenhof, Unkersburg, Burmeide und Nienser Deichstrich.

## Demographie
| Jahr | Einwohner          |
| ---- | ------------------ |
| 1581 | 23 Wehrfähige      |
| 1615 | 18 Hauswirte       |
| 1679 | 23 Leistungsträger |
| 1737 | 62                 |
| 1764 | 67                 |
| 1785 | 68                 |
| 1815 | 93                 |
| 1855 | 96                 |
| 1895 | 90                 |
| 1925 | 106                |
| 1950 | 113                |
| 1961 | 89                 |
| 1970 | 94                 |
| 2002 | 56                 |